# El conformista
El conformista (Il conformista, 1970) es una película política de Bernardo Bertolucci basada en la novela homónima de 1951, escrita por Alberto Moravia. En la novela, el personaje del antifascista Luca Quadri está inspirado en la figura de Carlo Rosselli.
Cuenta la historia de Marcello Clerici, que se une a un partido fascista italiano como una manera de desaparecer en la multitud para poder integrarse.

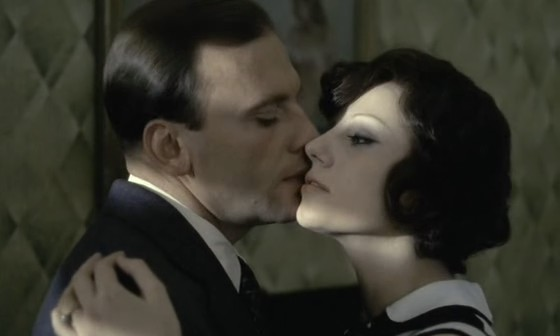
J.-L. Trintignant y S. Sandrelli en un fotograma de la película.

## Sinopsis
Cuando tenía trece años, Marcello Clerici le disparó a Lino, un homosexual adulto que intentó seducirlo. Años más tarde, Clerici es un respetado ciudadano, funcionario del estado y va a casarse con Giulia. Pero Clerici se ha vuelto fascista, tiene contactos con el servicio secreto fascista, y está dispuesto a combinar su luna de miel en París con un atentado a un exiliado político italiano que había sido profesor suyo.

## Premios

### Victorias
- Sociedad Nacional de Críticos de Cine Premios: NSFC Award (1972)
  - Mejor Fotografía: Vittorio Storaro
  - Mejor Director: Bernardo Bertolucci

- Premios David di Donatello: David (1971)
  - Mejor Película: Maurizio Lodi-Fe

### Candidaturas
- Premios de la Academia: Oscar al mejor guion adaptado (1970)
  - Bernardo Bertolucci

- Globo de oro: mejor película extranjera Italia (1972)

- Festival de Cine de Berlín: Oso de Oro de Berlín (1970)
  - Bernardo Bertolucci